# Schutz- und Trutzbündnisse 1866

Karte des Norddeutschen Bundes von 1867 (Flächenfarbe) mit den süddeutschen Staaten Bayern, Württemberg, Baden und auch Hessen.

Die Schutz- und Trutzbündnisse des Jahres 1866 waren drei Verträge über eine sicherheitspolitische Zusammenarbeit. Die Vertragspartner waren einerseits Preußen und andererseits die süddeutschen Staaten Bayern, Württemberg und Baden. Diese Verträge wurden gleichzeitig mit Friedensverträgen abgeschlossen, denn die drei betreffenden Staaten hatten kurz zuvor im Deutschen Krieg gegen Preußen (und dessen Verbündete) gekämpft. Die Verträge waren zunächst geheim gehalten worden; nach ihrer Veröffentlichung am 19. März 1867 folgte ein weiteres Bündnis mit dem Großherzogtum Hessen.
Die Verträge waren ein Ersatz für den Schutz, den die Staaten zuvor durch den Deutschen Bund genossen hatten, der nun aufgelöst worden war. Gemeinsam mit dem Zollverein bildeten sie eine wichtige Integrationsklammer zwischen Nord- und Süddeutschland auf dem Weg zur Gründung des deutschen Nationalstaats. Im Sommer 1870 bewirkten die Verträge, dass die süddeutschen Staaten im Deutsch-Französischen Krieg auf der Seite Norddeutschlands standen.
Die jeweiligen Vertragspartner der Schutz- und Trutzbündnisse verpflichteten sich, für die Integrität ihrer Gebiete „im Falle eines Krieges ihre volle Kriegsmacht […] einander zur Verfügung zu stellen“. Der preußische König wurde im Kriegsfall Bundesfeldherr (Oberbefehlshaber) über die süddeutschen Armeen. Diese Stellung hatte der König auch in Norddeutschland, zunächst über die Augustverträge und dann laut Verfassung des Norddeutschen Bundes.
Der Ausdruck Schutz- und Trutzbündnis findet sich bereits früher in der deutschen Verfassungsgeschichte. Beispielsweise im Jahr 1854 bildeten Österreich und Preußen ein solches Bündnis im Zusammenhang mit dem Krimkrieg. Schutz und Trutz ist eine Redewendung der damaligen Zeit, die auch im Text des Liedes der Deutschen vorkommt.

## Geschichte
Im Deutschen Krieg hatte Preußen (mit seinem deutschen und italienischen Verbündeten) das Kaisertum Österreich und die bundestreuen deutschen Staaten besiegt. Im Vorfrieden von Nikolsburg hatte Österreich am 26. Juli 1866 der Auflösung des Deutschen Bundes zugestimmt. Damit endeten auch die Bundeskriegsverfassung und das deutsche Bundesheers und jede militärische Zusammenarbeit der süddeutschen Staaten. Dies hätte Folgen für deren Sicherheit gegenüber Frankreich gehabt.
Das gemeinsame Sicherheitsbedürfnis und der Wunsch des nun dominierenden Preußen, Süddeutschland stärker an sich zu binden, führten zum Abschluss von Schutz- und Trutzbündnissen zwischen Preußen und den vier süddeutschen Staaten. Preußen schloss mit Württemberg (13. August), Baden (17. August) und Bayern (22. August) gleichlautende Verträge ab. Diese Verträge wurden zusammen mit den Friedensverträgen geschlossen, da diese Staaten im Krieg auf österreichischer Seite gestanden hatten. Hinzu kam am 3. September der Frieden mit dem Großherzogtum Hessen. Am 11. April 1867 folgte das nun nicht geheime Schutz- und Trutzbündnis zwischen Preußen und Hessen. (Ein Teil Hessens, die Provinz Oberhessen, gehörte ab dem 1. Juli 1867 zum Grundgebiet des Norddeutschen Bundes.) Die Verträge waren unbefristet und konnten nicht gekündigt werden.
Ernst Rudolf Huber stellt die Frage, ob die Verträge nicht dem Prager Frieden widersprachen, dem Friedensvertrag zwischen Preußen und Österreich. Laut Artikel 2 durfte Preußen seine Macht nicht über die Mainlinie hinaus nach Süden ausbreiten. Problematisch waren vor allem das automatische Eintreten des Bündnisfalls bei einem Angriff sowie der preußische Oberbefehl. So gesehen wurde zumindest der Sinn des Artikels 2 verletzt.
Mit Ausnahme des hessischen Vertrages sollten die übrigen anfänglich geheim gehalten werden. Das blieben sie nur bis zur Luxemburg-Krise vom März/April 1867, als Otto von Bismarck sie bekannt machte. Es zeigte sich, dass die süddeutschen Staaten keineswegs automatisch einen Bündnisfall anerkannt hätten. Sie wollten dazu erst die Angelegenheit prüfen. Im Juli 1870, bei Ausbruch des Deutsch-Französischen Krieges, erkannten die süddeutschen Regierungen bzw. Parlamente den Bündnisfall allerdings rasch an.

## Inhalt
In den Bündnissen sicherten sich die Vertragsstaaten die territoriale Integrität zu. Für den Kriegsfall verpflichteten sie sich zur gegenseitigen militärischen Unterstützung. Dabei sollte der Oberbefehl an den preußischen König fallen. Darin zeigten sich die realen Machtverhältnisse in Deutschland: Bismarck konnte die schwache Verhandlungsposition der Unterlegenen ausnutzen.
Dem Wortlaut der Verträge nach war das Militärbündnis eine reine Defensivallianz zum Zwecke der kollektiven Abwehr eines Angriffes, doch war der Verteidigungsfall zu jener Zeit weiter gefasst als im heutigen Völkerrecht, so dass auch präventive Verteidigungsmaßnahmen darunter fallen konnten.
Die Schutz- und Trutzbündnisse bildeten später die Grundlage für die gemeinsame Kriegsführung der noch souveränen süddeutschen Staaten und des Norddeutschen Bundes im Deutsch-Französischen Krieg 1870/71.

## Belege
1. ↑  Teilweise Wiedergabe des Wortlauts bei Helmuth K. G. Rönnefarth: Konferenzen und Verträge. Vertrags-Ploetz. Ein Handbuch geschichtlich bedeutsamer Zusammenkünfte, Vereinbarungen, Manifeste und Memoranden. Teil II: 1493–1952. Ploetz, Würzburg 1952, S. 179.
2. ↑  Michael Kotulla: Deutsches Verfassungsrecht 1806–1918. Eine Dokumentensammlung nebst Einführungen. 1. Band: Gesamtdeutschland, Anhaltische Staaten und Baden, Springer, Berlin/Heidelberg 2006, S. 190.
3. ↑  Ernst Rudolf Huber: Deutsche Verfassungsgeschichte seit 1789. Band III: Bismarck und das Reich. 3. Auflage, Stuttgart 1988, S. 602.
4. ↑  Ernst Rudolf Huber: Deutsche Verfassungsgeschichte seit 1789. Band III: Bismarck und das Reich. 3. Auflage, Stuttgart 1988, S. 600 f.
5. ↑  Ernst Rudolf Huber: Deutsche Verfassungsgeschichte seit 1789. Band III: Bismarck und das Reich. 3. Auflage, Stuttgart 1988, S. 699 f.
6. ↑  Ernst Rudolf Huber: Deutsche Verfassungsgeschichte seit 1789. Band III: Bismarck und das Reich. 3. Auflage, Stuttgart 1988, S. 722 f.